# Хрещатик (урочище)

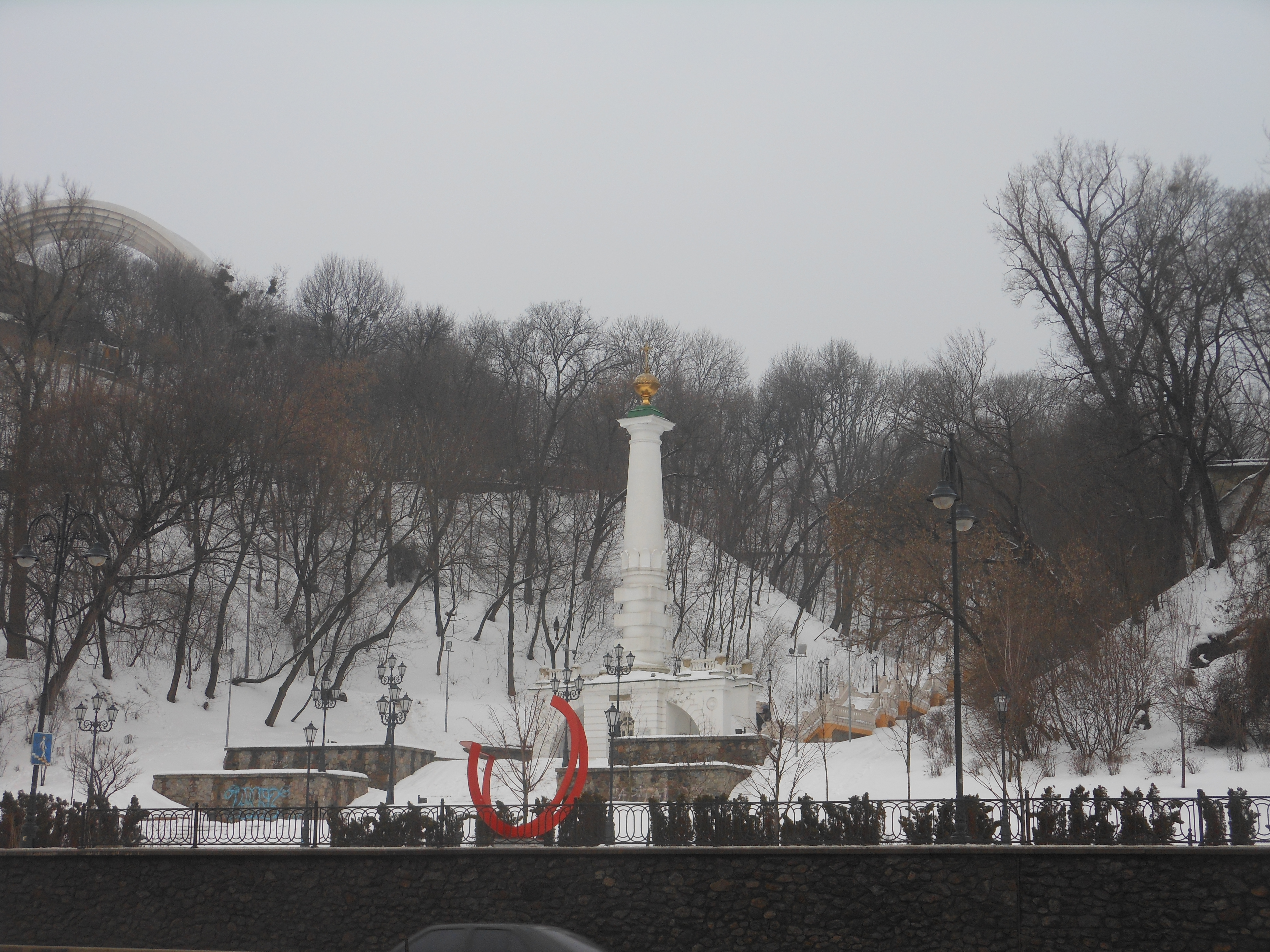
Нижня частина урочища Хрещатик з боку Набережного шосе.

Урочище Хрещатик (також Хрещатицьке урочище, Хрещатий яр, Святе місце) — невеликий яр, історична місцевість та урочище в Подільскому районі Києва, на правому березі Дніпра (до якого виходить південніше Поштової площі), між Печерською горою та Хрещатим парком з південного боку, і Володимирським узвозом та Володимирською гіркою з північного боку, вздовж сходів, що ведуть до нижнього памятника Володимиру (колона Магдебурзького права) і далі до Набережного шосе. Також до урочища належить берег Дніпра від яру до Поштової площі. Відоме передусім як місце, де за деякими джерелами, відбулося хрещення киян у 988 році — подія, що символично вважається хрещенням Русі. Назва урочища вперше згадується у XVI сторіччі.
Від урочища Хрещатик походить низка київських топонімів — вулиці Хрещатик, Хрещатицька (існувала на Подолі в XVII столітті) та Набережно-Хрещатицька, Хрещатицька гора (Михайлівська гора, Володимирська гірка), Хрещатицькі гори (дніпровські схили від Хрещатицького яра вздовж Царського саду), Хрещатицький (Дмитрівський) узвіз (пролягав по схилу Хрещатицької гори до середини XIX сторіччя), Хрещатицька брама (частина подільських укріплень, що була на Поштовій площі), Хрещатицький город (поряд з Хрещатицькою брамою, підписаний на плані 1695 року).

## Історія

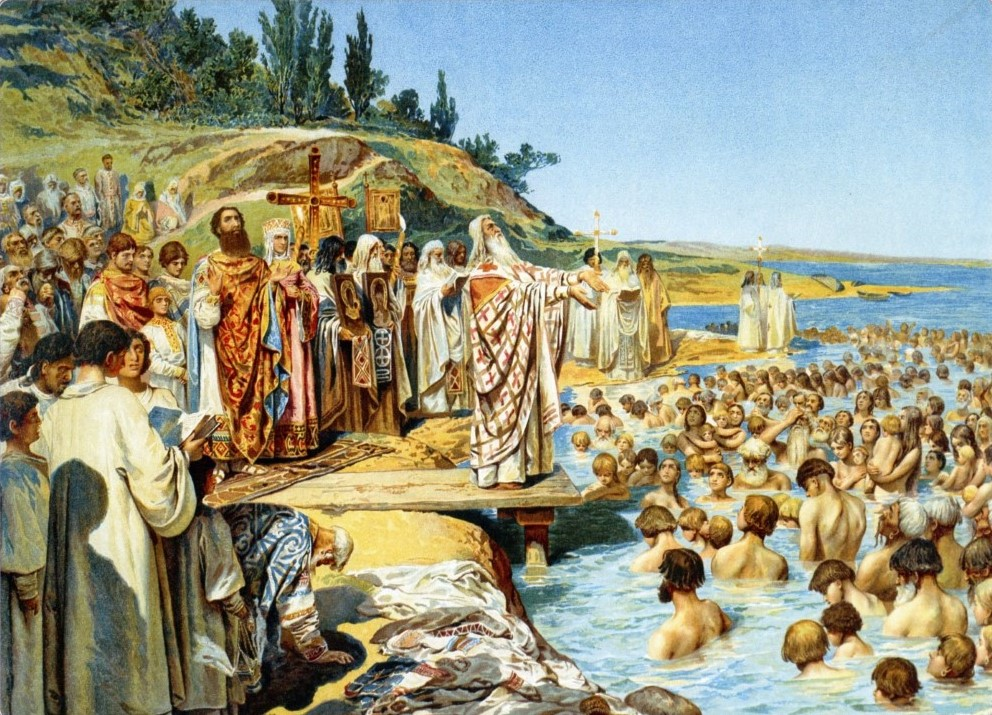
Хрещення киян (малюнок К. Лебедєва, початок XIX ст.)

У давнину в урочищі існувало джерело Хрещатик. З нього витікав струмок, що впадав у Почайну. За джерелами XVII сторіччя («Патерик» С. Косіва, «Синопсис» І. Гізеля), в цьому джерелі 988 року князь Володимир охрестив 12 своїх синів, а наступного дня, у річці Почайні біля джерела — усіх киян. Опосередковано це свідчення підтверджує Пролог XIV сторіччя, згідно з яким місце хрещення киян розташовувалось біля Петрової церкви. Відомо, що церква Петра у Києві існувала у Дмитрівському монастирі, який розташовувався на Михайловський горі (сучасна Володимирська гірка), фактично над Хрещатим яром.
Саме як місце хрещення Хрещатик вшановувався церквою — над джерелом був облаштований колодязь, над яким була побудована невелика дерев'яна каплиця з іконами Святого Володимира, Бориса і Гліба та іншими. Цей колодязь був відомий під назвою колодязь Князя Володимира, урочище загалом було відомо під назвою Святе місце. Каплиця над джерелом належала церкві Різдва (на Поштовій площі), причт якої два рази на рік здійснював хресні ходи до неї з освяченням води у колодязі — 2 травня (день памяти Бориса і Гліба) і 15 липня (день памяти Святого Володимира). Зображення цієї каплиці (підписаної Хрещатик) міститься на плані Києві 1695 стольника Ушакова.
У 1802—1808 роках в яру був побудований памятник хрещенню (також відомий як памятник Володимиру; одночасно був присвячений відновленню Магдебурзького права у Києві імператором Олександром). Джерело було засипано, а вода з нього підведена трубами до басейну, що був під самим пам'ятником. Ікони, що були у каплиці, при цьому були перенесені в кам'яний павільйон над басейном, який таким чином, заменив собою колишню каплицю та продовжував бути у веденні причта церква Різдва.
1804 року митрополит Серапіон встановив здійснювати кожну середу Преполовенія хресний хід з Софійського собору до Хрещатицького джерела з освяченням води у ньому. З 1861 року кожного 15 липня став відбуватися так званий Володимирський хресний хід зі усіх церков міста, що мав закінчення біля памятника з джерелом. В 1883 для зручності хресних ходів, прочан та відвідувачів, в яру були побудовані дерев'яні сходи до пам'ятника, в 1915 році їх замінили на залізобетонні за проектом М. Бобрусова. В 2018—2019 роках над Хрещатим яром був побудований пішохідно-велосипедний міст, що поєднав Хрещатий парк з парком Володимирська горка, та з якого можна добре оглянути урочище по всій його довжині.